# Мит за десетте процента от мозъка
Митът за десетте процента от мозъка се отнася за изказването, превърнало се в една много популярна градска легенда, че повечето хора използват само 10 процента от капацитета на мозъка си.
Това твърдение, което е многократно интерпретирано и приписвано на много известни хора, като например Алберт Айнщайн, както и изказвано директно от учени от различни страни е създадено основно поради погрешни разбирания или тълкувания на различни изследвания и експерименти.

## Създаване на мита за десетте процента
Становището, че човек нормално използва само малък процент от капацитета на мозъка си (например 10 процента), а останалите проценти са неизползваеми е широко разпространен мит.
Интелектът на човек може да се развие с помощта на обучение и могат да се постигнат забележителни резултати в една конкретна област – например обучение на чужд език, но идеята, че хората използват само част от мозъка си е невярна.
Редица учени допринасят за създаването на тази легенда. Това става с експерименти и изследвания, които доказват големи възможности на определени индивиди в конкретни области.
Едни от тези учени са например българският психолог Георги Лозанов и Уайлдър Пенфийлд.

## Научно опровержение
Неврологът Бари Бейерстейн изрежда различни научни аргументи против мита за десетте процента:
- Необходимостта от енергия и еволюцията: Мозъкът има изключително голям разход на кислород и хранителни вещества. Той може да използва до 20 процента от общия енергиен разход на тялото – повече от всеки друг орган – макар че той е само 2 процента от общото тегло на тялото.[1] Ако е възможно да се развие много по-малък мозък, с такава ефективност, както е сега, тогава еволюционното развитие би било довело до това поради много по-големия шанс за оцеляване. Но фактът, че това еволюционно развитие е дало този резултат, означава, че този мозък е необходим изцяло за целите на еволюцията.

- Сканиране на мозъка: технологии, като позитронно-емисионна томография и функционална магниторезонансна томография, позволяват да се определи активността на мозъка на живо. Те показват, че даже по време на сън повече от 10 процента от мозъка показват активност.

- Картография на мозъка: Мозъкът вместо да фукционира като едно цяло винаги, има отделени и дефинирани области за преработка на информацията. Изследванията показват, че няма области в мозъка, които да са без собствена функция.[2]

- Изследванията на повреди в мозъка показват, че няма област в мозъка, която като е повредена да не води като последствие с това и загуба на определени способности. Даже и малки физически повреди в мозъка могат да доведат до сериозни промени във функционалните възможности.

- Дегенерация на клетките: Клетки от мозъка, които не се използват активно, дегенерират, но това обаче не се доказва, следователно няма такава при един нормално фукциониращ организъм.

## В културата
Привлекателността на идеята за 10 процента използване на мозъка е отразена и в много произведения на съвременната култура.
- Люси (филм)
- Високо напрежение